# Фигитиды
Фигитиды (лат. Figitidae) — семейство перепончатокрылых из надсемейства орехотворок (Cynipoidea). Повсеместно распространены, 425 видов встречаются в Европе. В Афротропике более 230 видов.
Мировая фауна включает 111 родов и около 1400 видов, в Палеарктике — 59 родов и около 700 видов. Фауна России включает 33 рода и 160 видов наездников этого семейства.

## Описание
Небольшие перепончатокрылые, длиной от 1 до 6 мм. Личинки являются паразитоидами личинок двукрылых (Diptera), сетчатокрылых (Neuroptera) или же паразитируют на некоторых видах перепончатокрылых.

## Генетика
Гаплоидный набор хромосом n = 11.

## Палеонтология
В ископаемом состоянии известны с верхнего мела.

## Систематика
Иногда, кроме нижеперичисленных, из фигитид выделяют семейства Acantliaegilipidae Kovalev, 1996 (типовой род Acanthaegilips Ashmead, 1897) и подсем. Proanacharitinae (типовой род Proanacharis Kovalev, 1996) в подсем. или сем. Anacharitidae, и предлагаются новое название рода и семейства (Rasnicynips и Rasnicynipidae) в связи с преоккупированным названием рода Rasnitsynia для ископаемых цинипоидов.
- Anacharitinae — 9 родов, иногда как отдельное семейство, 14 видов в Европе
  - Acanthaegilips Ashmead, 1897, Acanthaegilopsis Pujade-Villar, 2013, Aegilips Haliday, 1835, Anacharis Dalman, 1823, Calofigites Kieffer, 1909, Hexacharis Kieffer, 1907, Proanacharis Kovalev, 1996, Solenofigites Díaz, 1979, Xyalaspis Hartig, 1843.
- Aspicerinae — 38 видов в Европе
  - Aspicera, Melanips, Anacharoides, Prosaspicera
- Charipinae (Alloxystinae)[7] — иногда как отдельное семейство Charipidae[8], 95 видов в Европе; 8 родов на всех материках[9]
  - Alloxysta, Apocharips, Dilyta, Phaenoglyphis, Thoreauana, Dilapothor (1 вид), Lobopterocharips (1), Lytoxysta (1)[10][11]
- Emargininae (Thoreauella)
- Enarminae — в Европе не распространены
- Eucoilinae — иногда как отдельное семейство, 221 вид в Европе
  - Afrodontaspis (Eucoilini)
  - Afrostilba (Diglyphosematini)
  - Angustacorpa (Trichoplastini)
  - Bothrochacis (Eucoilini)
  - Cothonaspis (Kleidotomini)
  - Didyctium (Ganaspini)
  - Ealata (Diglyphosematini)
  - Endecameris (Ganaspini)
  - Ganaspidium (Diglyphosematini)
  - Ganaspis (Ganaspini)
  - Garudella (inc. sedis)
  - Gastraspis (Ganaspini)
  - Gronotoma (Diglyphosematini)
  - Hexacola (Ganaspini)
  - Kleidotoma (Kleidotomini)
  - Leptolamina (inc. sedis)
  - Leptopilina (Eucoilini)
  - Linoeucoila (Eucoilini)
  - Micreriodes (inc. sedis)
  - Nanocthulhu (Trichoplastini)
  - Nordlanderia (Diglyphosematini)
  - Paradiglyphosema (Diglyphosematini)
  - Rhoptromeris (Trichoplastini)
  - Sinatra
  - Stentorceps (Trichoplastini)
  - Trichoplasta (Trichoplastini)
  - Trybliographa (Eucoilini)
- Figitinae — 58 видов в Европе
- Parnipinae — один Европейский вид
  - Parnips nigripes (Barbotin, 1963)
- Plectocynipinae
  - Araucocynips — Pegascynips — Plectocynips
- Pycnostigminae — в Европе не распространены
- Thrasorinae — Австралия, Южная и Северная Америка; в Европе не распространены[12]